# 46-я стрелковая дивизия (3-го формирования)
46-я стрелковая Лужская ордена Суворова дивизия — войсковое соединение Вооружённых сил СССР, принимавшее участие в Великой Отечественной войне.

## История
Дивизия образована в августе 1942 года из 1-й стрелковой дивизии внутренних войск НКВД СССР в районе Невской Дубровки
В действующей армии во время ВОВ с 9 августа 1942 года по 30 сентября 1944 года и с 16 октября 1944 года по 9 мая 1945 года.
С момента формирования до февраля 1943 года в составе 67-й армии дивизия держала оборону по правому берегу Невы. Батальоны дивизии участвовали в обороне Невского пятачка, операции «Искра», Красноборской операции.
В январе 1944 года ходе Новгородско-Лужской наступательной операции дивизия в составе 42-й армии осуществляла преследование отступающих войск противника, заняла населённые пункты Калитино, Чёрная, Сосницы.
31 января дивизии была поставлена задача, следуя по лесным дорогам и тропам, обойти основные немецкие силы, занять районный центр — село Осьмино и перерезать дорогу Луга-Псков. 1 февраля было занято Осьмино. 3 февраля после кровопролитного штурма были освобождены деревни Сара-Лог, Сара-Гора, Любочажье, Брея.  4 февраля 46 стрелковая дивизия вошла в состав 110-го корпуса 67-й армии. 5 февраля дивизия овладела Большими и Малыми Сабицами, станцией Папоротской, 6 февраля - Волошово, Усадище, Антаново, Стаи, Загорье. Два дня полки дивизии отбивали яростные атаки 11-й пехотной и 13-й авиаполевой дивизий вермахта. 10 февраля дивизия продолжила наступление, форсировала реку Вердугу и овладела деревнями Самохвалово и Кондратово. 12 февраля были освобождены деревни Большие и Малые Лышницы, Малое Захонье. 16 февраля 340-й полк дивизии подошёл к железнодорожной станции Плюсса. С ходу взять станцию и посёлок не удалось.
После подхода основных сил, в ночь на 18 февраля, была успешно проведена операция по штурму Плюссы. Окружив и отрезав пути отступления из Луги на Псков, 46 стрелковая дивизия внесла неоценимый вклад в разгром Лужской группировки противника, за что получила почётное наименование «Лужской». После взятия Плюссы дивизия осуществляла преследование противника в сторону посёлка и станции Струги Красные, которые были освобождены 23 февраля. В начале марта дивизия освободила населённые пункты Волкова, Горушка-Родионово и Лентьево, Сучище, Большие и Малые Лобянки и вышла на рубеж реки Многа — к переднему краю глубоко эшелонированной линии обороны противника, названной им линией «Пантера». В конце марта дивизия получила новую задачу: прорвать оборону на фронте Дьяково —Кузнецово, форсировать реку Великую и захватить плацдарм на её западном берегу. В плане наступления особый упор был сделан на необходимости стремительной, безостановочной атаки на большую глубину (5-7 километров) с таким расчётом, чтобы сразу достичь огневых позиций вражеской артиллерии. Утром 31 марта дивизия перешла в наступление. Командир 314 полка, решил, не поставив командование дивизии в известность, предпринять атаку без шинелей, несмотря на морозную погоду. В результате последний огневой налёт по переднему краю противника пришелся по атакующим, что привело к значительным потерям. Но благодаря внезапности, скорости и глубине атаки были с ходу взяты Стремутка и, к концу дня, Дьяково. На следующий день были освобождены деревни Зарезница и Оленино. Отбивая непрерывные контратаки противника, части дивизии к концу дня 2 апреля продвинулись вперёд до 5 километров и завязали бой на окраинах населённых пунктов Речевицы, Еваново, Даньшево и Староселье. До реки Великой оставалось всего около 5 километров. Однако, утром 3 апреля боевые порядки дивизии были атакованы крупными силами пехоты и танков, которые смогли остановить наступление дивизии. В ночь с 9 на 10 апреля дивизия передала свою полосу обороны 85-й стрелковой дивизии, и была выведена в резерв фронта.
В мае 1944 года дивизия была переброшена на север Ленинграда в район Токсово и Пери. 21-й армии, в состав которой входила 46 стрелковая дивизия, предстояло прорывать финскую линию обороны -«Карельский вал». Дивизии была поставлена задача с ходу форсировать реку Вильменсу-йоки, овладеть Мятсякюля, а в дальнейшем наступать вдоль Приморского шоссе на посёлок Койвисто. 12 июня были предприняты первая и вторая атаки, которые, однако, успеха не имели. Перед дивизией оказалась не обнаруженная разведкой сильно укреплённая полоса обороны со множеством ДОТов, ДЗОТов, укрытий, артиллерией, линиями траншей, ходов сообщения и минными полями. В течение суток была организована дополнительная разведка обороны. Чтобы обеспечить внезапность и быстроту штурма ночью на западный берег реки тайно перешли 2 батальона дивизии. Практически одновременно с завершением артиллерийского и авиационного налёта на финские позиции батальоны заняли их стремительной атакой, прорвав линию обороны. За 3 дня дивизия прошла с боями свыше 50 километров, овладела Мятсякюля, фортом Ино, Сортавала, Сейвясте, Мурило. 18 июня полки дивизии и приданные самоходно-артиллерийские части с ходу овладели первой позицией третьей полосы обороны финнов и опорным пунктом Куолема-ярви. К концу дня был взят посёлок Койвисто. 19 июня 176-й полк, не встречая особого сопротивления, во второй половине дня овладел населённым пунктом Иоханнес и вышел к ближним подступам города Выборга. Вечером 20 июня войска 23-й и 21-й армий штурмом овладели городом и крепостью Выборг. Утром 29 июня подразделения 46-й стрелковой дивизии при поддержке артиллерийских частей форсировали залив Ventelanselka (сейчас — Беличий залив), захватили плацдарм на восточном берегу шириной три километра и к концу дня овладели перекрёстком шоссейных дорог и населённым пунктом Портинхойка, выйдя в тыл финским войскам. К вечеру 30 июня дивизия овладела опорными пунктами Торрико, Вляхове, форсировали реку Кимпен-йоки (Петровка) и вышли на рубеж Харакамяки — Юлевесе. Контратаки финнов и понесённые потери приостановили дальнейшее наступление дивизии.5 июля дивизия сдала свою полосу обороны 178-й стрелковой дивизии и была выведена во второй эшелон 108-го корпуса.
В августе 1944 года дивизия была переброшена в район Тарту в состав 2-й ударной армии. 17 сентября дивизия прорвала линию обороны противника, форсировала реку Амме и заняла плацдарм на её западном берегу. 18 сентября части дивизии заняли населённый пункт Ару, форсировали реку Педья. В течение 19-20 сентября дивизия отбивала ожесточённые немецкие контратаки. 21 сентября полки дивизии продолжили наступление и захватили сильно укреплённый населённый пункт Айду. 22 сентября был взят город Пылтсамаа. 23 сентября 176-й полк освободил город Пярну, 340-й полк — город Синди и Айнажи. Дивизия вышла на побережье Пярнуского залива, отрезав путь частям немецких войск, отступающим из Таллина на Ригу. Приказом Верховного Главнокомандующего 176-му стрелковому полку и 393-му артиллерийскому полку дивизии было присвоено почётное наименование Пярнуского. Кроме того, Указом Президиума Верховного Совета СССР 393-й артиллерийский полк был награждён орденом Красного Знамени.
В октябре 1944 года 2-ю ударную армию перебросили в Польшу. 46-й стрелковой дивизии предстояло прорвать оборону противника на двухкилометровом фронте и овладеть опорными пунктами Госьцеево, Глодово и лесом «Закрент». В дальнейшем наступать в направлении Буды-Дебуны — Рушниково и овладеть рубежом Вуйты-Трояны и фольварком Козлово. Утром 14 января началось наступление. Прижимаясь к огневому валу, батальоны дивизии с ходу овладели узлом обороны Госьцеево, форсировали реку Пелта. Опорный пункт Глодово был окружён и взят в результате внезапной атаки с нескольких сторон. К исходу дня дивизия овладела лесом «Закрент» и вышла на рубеж Баранец — Буды-Дебуны. 15 января позиции дивизии были атакованы частями 7-й танковой и 5-й легкопехотной дивизий. После дня ожесточённых боёв сопротивление атаковавших сил было сломлено и части дивизии продолжили наступление. 16 января были освобождены узлы сопротивления Вуйты-Трояны, Голымин Стары и Гарново Стары, Горушки, Доли. Дивизия вышла к ближним подступам города Цеханува. В ночь с 16 на 17 января 340-й полк стремительной атакой прорвал оборону противника, занял высоты и во взаимодействии с 314-м стрелковым полком, наступающим с юго-запада, овладел юго-восточной и юго-западной частями города Цеханува. Полностью город был освобождён во второй половине дня, во взаимодействии с 90-й дивизией. На следующий день, 18 января 176-й и 340-й полки продвинулись на 40 километров к северо-западу от Цеханува, освободив множество польских деревень.
19 января дивизия пересекла старую польско-германскую границу и вошла в пределы Пруссии. 21 января 314-й полк овладел городом Ново-Място. 22 января 176-й, 340-й полки, части 372-й стрелковой дивизии окружили и взяли штурмом немецкий город Дойтш-Айлау. 24-25 января полки дивизии окружили город Мариенвердер. Немецкие части попытались пробить кольцо окружения, атаковав позиции 46-й дивизии с нескольких сторон. Однако, при участии частей 372-й и 90-й стрелковых дивизий, неприятеля удалось рассеять и уничтожить. 26 января 340-й полк форсировал реку Висла и захватил южнее города Меве плацдарм на её западном берегу. Однако, ледоход, который воспрепятствовал наведению переправы, и яростное сопротивление немецких войск вынудили полк отступить обратно на восточный берег. 29 января 46-я и 90-я стрелковые дивизии штурмом овладели городом Мариенвердер.
14 февраля дивизия был переброшена на плацдарм западнее города Грауденц. Перед 2-й ударной армией была поставлена задача — наступать в направлении Данцига. 16 февраля полки дивизии перешли в наступление и во второй половине дня овладели сильно укреплёнными опорными пунктами Рехдорф и Дубельно-Вольфсбрук, рубежом Пила — Нойдорф. К утру 17 февраля 176-й и 340-й полки овладели опорными пунктами Штайнгов и Ролау и завязали бой за опорный пункт Варлюбен. 18 февраля 46-я дивизия во взаимодействии с частями 90-й стрелковой дивизии прорвала оборону противника и овладела опорными пунктами Варлюбен и Гросс-Плахович. 21 февраля части дивизии вышли к городу Скурц. Только 27 февраля сопротивление немецких войск в районе Скурц было сломлено, и город был взят частями дивизии и 105-го стрелкового корпуса. В начале марта 1945 года дивизия вышла на ближние подступы к городу Данциг: 20 марта подразделения дивизии овладели узлами обороны противника Лагшау, Заббовитц, лесом Штатс-форст и вышли на рубеж реки Родунс-Флиев и города Прауст. Утром 21 марта батальоны дивизии форсировали реку и отбросили противника, захватив плацдарм на северном берегу. Сосредоточив на плацдарме части, 314-й и 340-й полки овладели городом Прауст. 22 марта дивизия овладела узлом обороны Ротмансдорф и предместьем города Данцига — Ора. 30 марта дивизия приняла участие в штурме Данцига, который был освобождён в течение дня. За умелые действия, мужество и отвагу наших воинов в боях со врагом в Пруссии и Померании 46-я дивизия была награждена орденом Суворова второй степени и отныне именовалась 46-й Лужской ордена Суворова второй степени стрелковой дивизией.
26 апреля 46-я стрелковая дивизия, во взаимодействии с 90-й стрелковой дивизией, захватила крупный промышленный город и порт Штеттин. 28 апреля дивизия овладела городом Торгелов и, развивая наступление, к исходу дня вышла на ближние подступы к городу Анклам. 29 апреля 314-й и 340-й полки перешли в наступление и ворвались в город. К полудню они овладели южной частью Анклама, к вечеру — заняли весь город. Утром 30 апреля в результате переговоров был без боя сдан город Грайфсвальд и после коротких перестрелок — город Гриммен. 6 мая 46-я и 90-я стрелковые дивизии форсировали пролив Штрелазунд, высадились на острове Рюген и, подавив сопротивление противника, овладели городами Берген-ауф-Рюген, Загард, Засниц, Бинц. После освобождения острова Рюген 46-я стрелковая дивизия вышла на берег реки Эльба на участке Бойценбург — Виттенберге.Тут закончился её боевой путь.
Дивизия была расформирована в октябре 1946 года, находясь на тот момент в составе 32-го стрелкового Берлинского ордена Суворова корпуса 5-й ударной армии Группы советских оккупационных войск в Германии.

## Состав
- 176-й стрелковый полк
- 314-й стрелковый полк (до сентября 1942 г. — 22-й стрелковый полк)
- 340-й стрелковый полк (до сентября 1942 г. — 381-й стрелковый полк)
- 393-й артиллерийский полк
- 60-й отдельный истребительно-противотанковый дивизион(с июня 1943 г.)
- 49-я отдельная разведывательная рота
- 40-й отдельный сапёрный батальон
- 100 отдельная рота связи (с осени 1944 г. — 353-й отдельный батальон связи)
- 63-я отдельная рота химической защиты
- 36-й отдельный медико-санитарный батальон
- 138-я автотранспортная рота
- 299-я полевая хлебопекарня
- 68-й дивизионный ветеринарный лазарет
- 937-я полевая почтовая станция
- 1134-я полевая касса Государственного банка[1]

## Награды дивизии
- Почетное наименование «Лужская» — присвоено Приказами Верховного Главнокомандующего  года № 74 от 13 февраля 1944 года и № 038 от 20 февраля 1944 года за отличие в боях по освобождению города Луга.[2][3]
- Орден Суворова II степени — награждена указом Президиума Верховного Совета СССР от 22 октября 1944 года за образцовое выполнение заданий командования в боях с немецкими захватчиками при прорыве обороны противника севернее города Тарту.[4]

Благодарности, объявленные личному составу дивизии в Приказах Верховного Главнокомандующего
- За овладение городом Луга — важным узлом коммуникаций и мощным опорным пунктом обороны немцев. 13 февраля 1944 года. № 74.
- За переход в наступление из района севернее Тарту и наступление западнее города Нарва, прорыв сильно укреплённую оборону противника и овладение крупными населёнными пунктами Магдалэна, Муствэ, Йыгева, Авинурмэ, Иыхви, Кюремяэ-Кюла, Васкнарва, и железнодорожным узлом Сонда. 20 сентября 1944 года. № 190.
- За овладение городом Пярну (Пернов) — важным портом в Рижском заливе. 23 сентября 1944 года. № 192.
- За переход в наступление на двух плацдармах на западном берегу реки Нарев, севернее Варшавы, прорыв глубоко эшелонированной обороны противника и овладение сильными опорными пунктами обороны немцев городами Макув, Пултуск, Цеханув, Нове-Място, Насельск. 17 января 1945 года № 224.
- За овладение штурмом городами Млава и Дзялдово (Зольдау) — важными узлами коммуникаций и опорными пунктами обороны немцев на подступах к южной границе Восточной Пруссии и городом Плоньск — крупным узлом коммуникаций и опорным пунктом обороны немцев на правом берегу Вислы. 19 января 1945 года. № 232.
- За овладение городами Восточной Пруссии Остероде и Дейч-Эйлау — важными узлами коммуникаций и сильными опорными пунктами обороны немцев. 22 января 1945 года. № 244.
- За овладение городами Восточной Пруссии Вилленберг, Ортельсбург, Морунген, Заальфельд и Фрайштадт — важными узлами коммуникаций и сильными опорными пунктами обороны немцев. 23 января 1945 года. № 246.
- За овладение городами Восточной Пруссии Мюльхаузен, Мариенбург и Штум — важными опорными пунктами обороны немцев, прорыв к побережью Данцигской бухты, и захват города Толькемит, отрезав тем самым восточно-прусскую группировку немцев от центральных районов Германии. 26 января 1945 года. № 256.
- За овладение городами Гнев (Меве) и Старогард (Прейсиш Старгард) — важными опорными пунктами обороны немцев на подступах к Данцигу. 7 марта 1945 года. № 294.
- За овладение важными опорными пунктами обороны немцев на подступах к Данцигу и Гдыне — городами Тчев (Диршау), Вейхерово (Нойштадт) и выход на побережье Данцигской бухты севернее Гдыни, с занятием города Пуцк (Путциг). 12 марта 1945 года. № 299.
- За овладение городом и крепостью Гданьск (Данциг) — важнейшим портом и первоклассной военно-морской базой немцев на Балтийском море. 30 марта 1945 года. № 319.
- За овладение городами и важными узлами дорог Анклам, Фридланд, Нойбранденбург, Лихен и вступили на территорию провинции Мекленбург. 29 апреля 1945 года. № 351.
- За овладение городами Грайфсвальд, Трептов, Нойштрелитц, Фюрстенберг, Гранзее — важными узлами дорог в северо-западной части Померании и в Мекленбурге. 30 апреля 1945 года. № 352.
- За овладение городами Штральзунд, Гриммен, Деммин, Мальхин, Варен, Везенберг — важными узлами дорог и сильными опорными пунктами обороны немцев. 1 мая 1945 года. № 354.
- За овладение городами Росток, Варнемюнде — крупными портами и важными военно-морскими базами немцев на Балтийском море, а также городами Рибнитц, Марлов, Лааге, Тетеров, Миров. 2 мая 1945 года. № 358.
- За овладение городом Свинемюнде — крупным портом и военно-морской базой немцев на Балтийском море. 5 мая 1945 года. № 362.
- За форсирование пролива Штральзундерфарвассер, захват на острове Рюген городов Берген, Гарц, Путбус, Засснитц и полное овладение островом Рюген. 6 мая 1945 года. № 363.

## Награды частей дивизии
- 176-й стрелковый Перновский[5] Краснознамённый[6] полк
- 314-й стрелковый Гданьский[7] Краснознамённый[6] полк
- 340-й стрелковый Мариенбургский[8] дважды Краснознамённый[9][10] полк
- 393-й артиллерийский Перновский[5] Краснознамённый[11] полк
- 60-й отдельный истребительно-противотанковый ордена Александра Невского[12] дивизион

## Подчинение
| Дата            | Фронт (округ)         | Армия                      | Корпус                  | Примечания |
| --------------- | --------------------- | -------------------------- | ----------------------- | ---------- |
| 09.08.1942 года | Ленинградский фронт   | Невская оперативная группа | -                       | -          |
| 01.09.1942 года | Ленинградский фронт   | Невская оперативная группа | -                       | -          |
| 01.10.1942 года | Ленинградский фронт   | Невская оперативная группа | -                       | -          |
| 01.11.1942 года | Ленинградский фронт   | 67-я армия                 | -                       | -          |
| 01.12.1942 года | Ленинградский фронт   | 67-я армия                 | -                       | -          |
| 01.01.1943 года | Ленинградский фронт   | 67-я армия                 | -                       | -          |
| 01.02.1943 года | Ленинградский фронт   | 67-я армия                 | -                       | -          |
| 01.03.1943 года | Ленинградский фронт   | 67-я армия                 | -                       | -          |
| 01.04.1943 года | Ленинградский фронт   | 67-я армия                 | -                       | -          |
| 01.05.1943 года | Ленинградский фронт   | 67-я армия                 | -                       | -          |
| 01.06.1943 года | Ленинградский фронт   | 67-я армия                 | -                       | -          |
| 01.07.1943 года | Ленинградский фронт   | 67-я армия                 | -                       | -          |
| 01.08.1943 года | Ленинградский фронт   | 67-я армия                 | -                       | -          |
| 01.09.1943 года | Ленинградский фронт   | 67-я армия                 | -                       | -          |
| 01.10.1943 года | Ленинградский фронт   | 67-я армия                 | -                       | -          |
| 01.11.1943 года | Ленинградский фронт   | 67-я армия                 | -                       | -          |
| 01.12.1943 года | Ленинградский фронт   | 67-я армия                 | -                       | -          |
| 01.01.1944 года | Ленинградский фронт   | 67-я армия                 | -                       | -          |
| 24.01.1944 года | Ленинградский фронт   | 42-я армия                 | 123-й стрелковый корпус | -          |
| 01.02.1944 года | Ленинградский фронт   | 42-я армия                 | 123-й стрелковый корпус | -          |
| 04.02.1944 года | Ленинградский фронт   | 67-я армия                 | 110-й стрелковый корпус | -          |
| 01.03.1944 года | Ленинградский фронт   | 67-я армия                 | 110-й стрелковый корпус | -          |
| 01.04.1944 года | Ленинградский фронт   | 67-я армия                 | 110-й стрелковый корпус | -          |
| 01.05.1944 года | Ленинградский фронт   | 21-я армия                 | 108-й стрелковый корпус | -          |
| 01.06.1944 года | Ленинградский фронт   | 21-я армия                 | 108-й стрелковый корпус | -          |
| 01.07.1944 года | Ленинградский фронт   | 21-я армия                 | 108-й стрелковый корпус | -          |
| 01.08.1944 года | Ленинградский фронт   | 2-я ударная армия          | 108-й стрелковый корпус | -          |
| 01.09.1944 года | Ленинградский фронт   | 2-я ударная армия          | 108-й стрелковый корпус | -          |
| 01.10.1944 года | Ленинградский фронт   | 2-я ударная армия          | 108-й стрелковый корпус | -          |
| 01.11.1944 года | 2-й Белорусский фронт | 2-я ударная армия          | 108-й стрелковый корпус | -          |
| 01.12.1944 года | 2-й Белорусский фронт | 2-я ударная армия          | 108-й стрелковый корпус | -          |
| 01.01.1945 года | 2-й Белорусский фронт | 2-я ударная армия          | 108-й стрелковый корпус | -          |
| 01.02.1945 года | 2-й Белорусский фронт | 2-я ударная армия          | 108-й стрелковый корпус | -          |
| 01.03.1945 года | 2-й Белорусский фронт | 2-я ударная армия          | 108-й стрелковый корпус | -          |
| 01.04.1945 года | 2-й Белорусский фронт | 2-я ударная армия          | 108-й стрелковый корпус | -          |
| 01.05.1945 года | 2-й Белорусский фронт | 2-я ударная армия          | 108-й стрелковый корпус | -          |

## Командиры дивизии
- Козик, Емельян Васильевич (18.08.1942 — 14.07.1943), генерал-майор;[13]
- Борщёв, Семён Николаевич (15.07.1943 — 00.10.1946), полковник, с 13.09.1944 генерал-майор[14].

## Отличившиеся воины дивизии
| Награда | Ф. И. О.                       | Должность                                                                   | Звание                             | Дата награждения                                                                                        | Примечания |
| ------- | ------------------------------ | --------------------------------------------------------------------------- | ---------------------------------- | --- | --- |
|         | Анисимов, Николай Иванович     | начальник радиостанции 353 отдельного батальона связи                       | Старшина                           | 29 июня 1945 года                                                                                       | - |
|         | Арусланов, Зиатдин Минбаевич   | стрелок 314 стрелкового полка                                               | Ефрейтор                           | 29 июня 1945 года                                                                                       | - |
|         | Батырев, Яков Иванович         | командир отделения 40 отдельного сапёрного батальона                        | Старший сержант                    | 29 июня 1945 года                                                                                       | - |
|         | Бензиков, Семён Фёдорович      | командир отделения 49 отдельной разведывательной роты                       | Старшина                           | перенаграждён орденом Славы I степени 4 мая 1976 года                                                   | - |
|         | Блат, Леонид Давыдович         | командир отделения связи взвода управления командующего артиллерией дивизии | Старший сержант                    | 29 июня 1945 года                                                                                       | - |
|         | Брянцев, Егор Павлович         | командир отделения 40 отдельного сапёрного батальона                        | Сержант                            | 23 марта 1945 года                                                                                      | |
|         | Буланаков, Дмитрий Григорьевич | помощник командира взвода 176 стрелкового полка                             | Сержант                            | 29 июня 1945 года                                                                                       | - |
|         | Бурматов, Степан Петрович      | разведчик 49 отдельной разведывательной роты                                | Ефрейтор                           | 24 марта 1945 года                                                                                      | награждён 4-мя орденами Славы |
|         | Вальков, Сергей Александрович  | командир отделения разведки 340 стрелкового полка                           | Младший сержант                    | 10 апреля 1945 года                                                                                     | - |
|         | Голубев, Иван Дмитриевич       | командир орудийного расчёта 340 стрелкового полка                           | младший сержант                    | перенаграждён орденом Славы I степени указом Президиума Верховного Совета СССР от 19 августа 1955 года  | - |
|         | Гурьянов, Пётр Иванович        | санитарный инструктор отдельного лыжного батальона                          | Старшина медицинской службы        | 24 мая 1945 года                                                                                        | - |
|         | Жданов, Пётр Тимофеевич        | автоматчик 314 стрелкового полка                                            | Рядовой                            | 29 июня 1945 года                                                                                       | - |
|         | Загорский, Владимир Антонович  | командир орудийного расчёта 45-мм пушки 340 стрелкового полка               | Младший сержант                    | 10 апреля 1945 года                                                                                     | - |
|         | Зенин, Илларион Степанович     | командир стрелкового батальона 314-го стрелкового полка                     | Старшина                           | 21.07.1944                                                                                              | За личную храбрость и действия батальона, обеспечившие успех дивизии. |
|         | Иванов, Алексей Тимофеевич     | помощник командира стрелкового взвода 176 стрелкового полка                 | Сержант                            | перенаграждён орденом Славы I степени указом Президиума Верховного Совета СССР от 26 декабря 1967 года  | - |
|         | Ковылин, Фёдор Алексеевич      | командир отделения автоматчиков 314 стрелкового полка                       | Старший сержант                    | перенаграждён орденом Славы I степени указом Президиума Верховного Совета СССР от 27 февраля 1958 года  | - |
|         | Кузнецов, Прокопий Иванович    | наводчик 120-мм миномёта 340 стрелкового полка                              | Рядовой                            | 24 марта 1945 года                                                                                      | - |
|         | Макаров, Пётр Антонович        | командир отделения 40 отдельного сапёрного батальона                        | Сержант                            | 24 марта 1945 года                                                                                      | - |
|         | Низаев, Абузар Гаязович        | командир отделения 314 стрелкового полка                                    | Старший сержант                    | 29 июня 1945 года                                                                                       | - |
|         | Никитин, Александр Никитович   | командир орудийного расчёта 76-мм пушки 340 стрелкового полка               | Рядовой                            | 29 июня 1945 года                                                                                       | - |
|         | Орлов, Василий Степанович      | разведчик 49 отдельной разведывательной роты                                | Ефрейтор                           | 24 марта 1945 года                                                                                      | - |
|         | Попов, Николай Фёдорович       | парторг батальона 340-го стрелкового полка                                  | Младший лейтенант                  | 29.06.1945                                                                                              | Посмертно, одним из первых в полку переправился через Вислу к западу от города Эльбинг и принял участие в отражении большого количество немецких контратак. Поднял в атаку группу бойцов, затем двумя гранатами подбил танк противника. |
|         | Пучков, Григорий Сергеевич     | командир отделения 49 отдельной разведывательной роты                       | Старший сержант                    | 23 марта 1945 года                                                                                      | погиб в бою 23 марта 1945 года |
|         | Равшанов, Бахрам               | командир отделения 340 стрелкового полка                                    | Старший сержант                    | 29 июня 1945 года                                                                                       | - |
|         | Римский, Василий Иванович      | санитарный инструктор 340 стрелкового полка                                 | Старший сержант медицинской службы | перенаграждён орденом Славы I степени указом Президиума Верховного Совета СССР от 23 сентября 1969 года | - |
|         | Рогов, Алексей Иванович        | командир миномётного расчёта 340 стрелкового полка                          | старший сержант                    | 24 марта 1945 года                                                                                      | Участник парада Победы 1945 года |
|         | Романов Михаил Васильевич      | командир расчёта 120-мм миномёта 340 стрелкового полка                      | Сержант                            | 24 марта 1945 года                                                                                      | - |
|         | Семёнов Павел Фёдорович        | командир отделения 40 отдельного сапёрного батальона                        | Старшина                           | 24 марта 1945 года                                                                                      | - |
|         | Смирнов Николай Алексеевич     | командир расчёта 76-мм орудия 340 стрелкового полка                         | Старший сержант                    | 24 марта 1945 года                                                                                      | погиб в бою в 1945 году |
|         | Сорокин Василий Васильевич     | номер орудийного расчёта 340 стрелкового полка                              | Старшина                           | перенаграждён орденом Славы I степени указом Президиума Верховного Совета СССР от 27 июля 1972 года     | - |
|         | Степанов, Николай Степанович   | сапёр 40 отдельного сапёрного батальона                                     | Ефрейтор                           | 12 апреля 1945 года                                                                                     | - |
|         | Струк, Михаил Семёнович        | разведчик 49 отдельной разведывательной роты                                | Ефрейтор                           | 24 марта 1945 года                                                                                      | - |
|         | Тараев, Сергей Степанович      | командир расчёта 120-мм миномёта 340 стрелкового полка                      | Сержант                            | перенаграждён орденом Славы I степени указом Президиума Верховного Совета СССР от 27 июля 1972 года     | - |
|         | Тарасов, Иван Степанович       | сапёр 40 отдельного сапёрного батальона                                     | Рядовой                            | 29 июня 1945 года                                                                                       | - |
|         | Тарасов, Иван Степанович       | сапёр 40 отдельного сапёрного батальона                                     | Рядовой                            | 29 июня 1945 года                                                                                       | - |
|         | Тупкаленко, Василий Яковлевич  | помощник командира взвода 49 отдельной разведывательной роты                | Старший сержант                    | 24 марта 1945 года                                                                                      | - |
|         | Фёдоров, Константин Николаевич | командир орудийного расчёта 76-мм орудия 176 стрелкового полка              | Сержант                            | 24 марта 1945 года                                                                                      | - |
|         | Хайдаров, Бакит Хайдарович     | командир орудийного расчёта 176 стрелкового полка                           | Старший сержант                    | 29 июня 1945 года                                                                                       | - |
|         | Шубин, Георгий Иванович        | командир отделения 49 отдельной разведывательной роты                       | Старший сержант                    | 24 марта 1945 года                                                                                      | - |
|         | Шушанян, Арут Вартеросович     | разведчик 49 отдельной разведывательной роты                                | Ефрейтор                           | 29 июня 1945 года                                                                                       | - |
|         | Ярчевский, Николай Антонович   | сапёр 40 отдельного сапёрного батальона                                     | Ефрейтор                           | 29 июня 1945 года                                                                                       | - |